# Erich Zizmann
Erich Zizmann, bürgerlich Erich Zitzmann (* 21. Februar 1964 in Weiden in der Oberpfalz) ist ein deutscher Schriftsteller. Er nutzt unter anderem eine eigene Orthographie,  welche der Aussprache folgt.

## Veröffentlichungen
- Ein Mörderspiel. Verlag Edition Thaleia, Saarbrücken 1998, ISBN 3-924944-39-3.
- Der Tod der andern. Verlag Edition Thaleia, St. Ingbert 2006, ISBN 978-3-924944-80-3.